# Lijst van voetbalinterlands Duitsland - Verenigde Staten
Deze lijst van voetbalinterlands is een overzicht van alle officiële voetbalwedstrijden tussen de nationale teams van Duitsland en de Verenigde Staten. De landen speelden tot op heden twaalf keer tegen elkaar. De eerste ontmoeting, een vriendschappelijke wedstrijd, werd gespeeld in Chicago op 13 juni 1993. Het laatste duel, eveneens een vriendschappelijke wedstrijd, vond plaats op 14 oktober 2023 in East Hartford.

## Wedstrijden
| №  | Plaats          | Datum            | Competitie                   | Wedstrijd                    | Uitslag |
| -- | --------------- | ---------------- | ---------------------------- | ---------------------------- | ------- |
| 1  | Chicago         | 13 juni 1993     | Vriendschappelijk            | Verenigde Staten − Duitsland | 3 − 4   |
| 2  | Palo Alto       | 18 december 1993 | Vriendschappelijk            | Verenigde Staten − Duitsland | 0 − 3   |
| 3  | Parijs          | 15 juni 1998     | WK 1998                      | Verenigde Staten − Duitsland | 0 − 2   |
| 4  | Jacksonville    | 6 februari 1999  | Vriendschappelijk            | Verenigde Staten − Duitsland | 3 − 0   |
| 5  | Guadalajara     | 30 juli 1999     | FIFA Confederations Cup 1999 | Duitsland − Verenigde Staten | 0 − 2   |
| 6  | Rostock         | 27 maart 2002    | Vriendschappelijk            | Duitsland − Verenigde Staten | 4 − 2   |
| 7  | Ulsan           | 21 juni 2002     | WK 2002                      | Verenigde Staten − Duitsland | 0 − 1   |
| 8  | Dortmund        | 22 maart 2006    | Vriendschappelijk            | Duitsland − Verenigde Staten | 4 − 1   |
| 9  | Washington D.C. | 2 juni 2013      | Vriendschappelijk            | Verenigde Staten − Duitsland | 4 − 3   |
| 10 | Recife          | 26 juni 2014     | WK 2014                      | Verenigde Staten − Duitsland | 0 − 1   |
| 11 | Keulen          | 10 juni 2015     | Vriendschappelijk            | Duitsland − Verenigde Staten | 1 − 2   |
| 12 | East Hartford   | 14 oktober 2023  | Vriendschappelijk            | Verenigde Staten − Duitsland | 1 − 3   |

## Samenvatting
| Competitie              | Totaal gespeeld | Winst Duitsland | Gelijk | Winst Verenigde Staten | Doelsaldo Duitsland – Verenigde Staten |
| ----------------------- | --------------- | --------------- | ------ | ---------------------- | -------------------------------------- |
| WK-eindronde            | 3               | 3               | 0      | 0                      | 4 − 0                                  |
| FIFA Confederations Cup | 1               | 0               | 0      | 1                      | 0 − 2                                  |
| Vriendschappelijk       | 8               | 5               | 0      | 3                      | 21 − 16                                |
| Totaal                  | 12              | 8               | 0      | 4                      | 25 − 18                                |

Wedstrijden bepaald door strafschoppen worden, in lijn met de FIFA, als een gelijkspel gerekend.

## Details

### Derde ontmoeting
| WK 1998 (Parijs, Frankrijk, 15 juni 1998): |              | |
| Verenigde Staten | 0 – 2        | Duitsland |
| | goals        | 9' Andreas Möller 64' Jürgen Klinsmann |
| Steve Sampson | bondscoach   | Berti Vogts |
| Kasey Keller Thomas Dooley Eddie Pope David Regis Cobi Jones Mike Burns 46' Chad Deering 70' Brian Maisonneuve Earnest Stewart Claudio Reyna Eric Wynalda 65' | opstellingen | Andreas Köpke Jürgen Kohler Christian Wörns 69' Stefan Reuter Jens Jeremies Jörg Heinrich 89' Andreas Möller 50' Thomas Häßler Olaf Thon Jürgen Klinsmann Oliver Bierhoff |
| Frankie Hedjuk 46' Roy Wegerle 65' Tab Ramos 70' | wissels      | 50' Dietmar Hamann 69' Christian Ziege 89' Markus Babbel |
| Frankie Hedjuk 50' Eddie Pope 85' | gele kaarten | 30' Jens Jeremies 77' Dietmar Hamann 84' Jörg Heinrich |
| - Honderdste interland van aanvaller Eric Wynalda voor de Verenigde Staten.                                                                                   |              | |

### Tiende ontmoeting
| WK 2014 (Recife, Brazilië, 26 juni 2014): |              | |
| Verenigde Staten | 0 – 1        | Duitsland |
| | goals        | 55' Thomas Müller |
| Jürgen Klinsmann | bondscoach   | Joachim Löw |
| Tim Howard Omar Gonzalez Matt Besler Fabian Johnson Michael Bradley DaMarcus Beasley Clint Dempsey Jermaine Jones Brad Davis 59' Kyle Beckerman Graham Zusi 84' | opstellingen | Manuel Neuer Benedikt Höwedes Mats Hummels Philipp Lahm Per Mertesacker Jérôme Boateng 76' Bastian Schweinsteiger 89' Mesut Özil 46' Lukas Podolski Thomas Müller Toni Kroos |
| Alejandro Bedoya 59' DeAndre Yedlin 84' | wissels      | 46' Miroslav Klose 76' Mario Götze 89' André Schürrle |
| Omar Gonzalez 37' Kyle Beckerman 62' | gele kaarten | 11' Benedikt Höwedes |

### Elfde ontmoeting
| Vriendschappelijk (Keulen, Duitsland, 10 juni 2015):                     |       |                                    |
| Duitsland                                                                | 1 – 2 | Verenigde Staten                   |
| Mario Götze 12'                                                          | goals | 41' Mikkel Diskerud 87' Bobby Wood |
| - Debuut van Patrick Herrmann (Borussia Mönchengladbach) voor Duitsland. |       |                                    |

DFB · A-internationals · Bondscoaches · Duits vrouwenelftal · Olympisch elftal · Duitsland U21 · Duitsland U20 · Duitsland U19 · Duitsland U18 · Duitsland U17 · Duitsland U16 · Vrouwen U17
1905 – 1919 · 
1920 – 1929 · 
1930 – 1939 · 
1940 – 1949 · 
1950 – 1959 · 
1960 – 1969 · 
1970 – 1979 · 
1980 – 1989 · 
1990 – 1999 · 
2000 – 2009 · 
2010 – 2019 · 
2020 – 2029
EK's: 1972 · 
1976 · 
1980 · 
1984 · 
1988 · 
1992 · 
1996 · 
2000 · 
2004 · 
2008 · 
2012 · 
2016 · 
2020 · 
2024
CC: 1999 · 
2005 · 
2017
WK's: 1934 ·
1938 · 
1954 · 
1958 · 
1962 · 
1966 · 
1970 · 
1974 · 
1978 · 
1982 · 
1986 · 
1990 · 
1994 · 
1998 · 
2002 · 
2006 · 
2010 · 
2014 · 
2018 · 
2022
OS: 1912 ·
1928 ·
1936 ·
2016 ·
2020
Albanië ·
Algerije ·
Argentinië ·
Armenië ·
Australië ·
Azerbeidzjan ·
België ·
Bohemen en Moravië ·
Bolivia ·
Bosnië en Herzegovina ·
Brazilië ·
Bulgarije ·
Canada ·
Chili ·
China ·
Colombia ·
Costa Rica ·
Cyprus ·
DDR ·
Denemarken ·
Ecuador ·
Egypte ·
Engeland ·
Estland ·
Faeröer ·
Finland ·
Frankrijk ·
Georgië ·
Ghana ·
Gibraltar ·
GOS ·
Griekenland ·
Hongarije ·
Ierland ·
IJsland ·
Iran ·
Israël ·
Italië ·
Ivoorkust ·
Japan ·
Joegoslavië ·
Kameroen ·
Kazachstan ·
Koeweit ·
Kroatië ·
Letland ·
Liechtenstein ·
Litouwen ·
Luxemburg ·
Malta ·
Marokko ·
Mexico ·
Moldavië ·
Nederland ·
Nieuw-Zeeland ·
Nigeria ·
Noord-Ierland ·
Noord-Macedonië ·
Noorwegen ·
Oekraïne ·
Oman ·
Oostenrijk ·
Paraguay ·
Peru ·
Polen ·
Portugal ·
Roemenië ·
Rusland ·
Saarland ·
San Marino ·
Saoedi-Arabië ·
Schotland ·
Servië ·
Servië en Montenegro · 
Slovenië ·
Slowakije ·
Sovjet-Unie ·
Spanje ·
Thailand ·
Tsjechië ·
Tsjecho-Slowakije ·
Tunesië ·
Turkije ·
Uruguay ·
Verenigde Arabische Emiraten ·
Verenigde Staten ·
Wales ·
Wit-Rusland ·
Zuid-Afrika ·
Zuid-Korea ·
Zweden ·
Zwitserland
Algerije (1982) · 
Algerije (2014) · 
Argentinië (1986) ·
Argentinië (1990) ·
Argentinië (2006) ·
Argentinië (2014) · 
Australië (2010) ·
België (1980) · 
Brazilië (2002) ·
Brazilië (2014) · 
Chili (1982) ·
Costa Rica (2006) ·
Denemarken (1992) ·
Denemarken (2012) · 
Ecuador (2006) ·
Engeland (1966) ·
Engeland (1982) ·
Engeland (2010) ·
Engeland (2021) ·
Frankrijk (2014) · 
Frankrijk (2021) · 
Ghana (2014) ·
Griekenland (2012) · 
Hongarije (1954, 2) ·
Hongarije (2021) ·
Italië (1982) ·
Italië (2006) ·
Italië (2012) · 
Japan (2022) · 
Kroatië (2008) ·
Mexico (2018) ·
Nederland (1974) ·
Nederland (2012) ·
Oekraïne (2016) ·
Oostenrijk (1982) ·
Oostenrijk (2008) ·
Polen (2006) ·
Polen (2008) ·
Polen (2016) ·
Portugal (2006) ·
Portugal (2008) ·
Portugal (2012) ·
Portugal (2014) ·
Portugal (2021) ·
Servië (2010) ·
Sovjet-Unie (1972) · 
Spanje (1982) ·
Spanje (2008) ·
Spanje (2022) ·
Tsjechië (1996, 2) · 
Tsjecho-Slowakije (1976) ·
Turkije (2008) ·
Verenigde Staten (2014) ·
Zuid-Korea (2018) ·
Zweden (2006)
USSF · A-internationals · Selecties · Bondscoaches · Amerikaans vrouwenelftal · Olympisch elftal · USA -21 · USA -20 · USA -19 · USA -18 · USA -17
1885 – 1919 · 
1920 – 1929 · 
1930 – 1939 · 
1940 – 1949 · 
1950 – 1959 · 
1960 – 1969 · 
1970 – 1979 · 
1980 – 1989 · 
1990 – 1999 · 
2000 – 2009 · 
2010 – 2019 ·
2020 − 2029
CA 1993 · 
CA 1995 · 
CA 2007 · 
CA 2016
CC 1992 · 
CC 1999 · 
CC 2003 · 
CC 2009
WK 1930 · 
WK 1934 · 
WK 1950 · 
WK 1990 · 
WK 1994 · 
WK 1998 · 
WK 2002 · 
WK 2006 · 
WK 2010 · 
WK 2014
OS 1904 · 
OS 1924 · 
OS 1928 · 
OS 1936 · 
OS 1948 · 
OS 1952 · 
OS 1956 · 
OS 1972 · 
OS 1984 · 
OS 1988 · 
OS 1992 · 
OS 1996 · 
OS 2000 · 
OS 2008
Algerije ·
Antigua en Barbuda ·
Argentinië ·
Armenië ·
Australië ·
Azerbeidzjan ·
Barbados ·
België ·
Belize ·
Bermuda ·
Bolivia ·
Bosnië en Herzegovina ·
Brazilië ·
Canada ·
Chili ·
China ·
Colombia ·
Costa Rica ·
Cuba ·
Curaçao ·
Denemarken ·
DDR ·
Duitsland ·
Ecuador ·
Egypte ·
El Salvador ·
Engeland ·
Estland ·
Finland ·
Frankrijk ·
Ghana ·
GOS ·
Grenada ·
Griekenland ·
Guatemala ·
Guyana ·
Haïti ·
Honduras ·
Hongarije ·
Ierland ·
IJsland ·
Iran ·
Israël ·
Italië ·
Ivoorkust ·
Jamaica ·
Japan ·
Joegoslavië ·
Kaaimaneilanden ·
Kameroen ·
Koeweit ·
Letland ·
Liechtenstein ·
Luxemburg ·
Malta ·
Marokko ·
Martinique ·
Mexico ·
Moldavië ·
Nederland ·
Nederlandse Antillen ·
Nicaragua ·
Nieuw-Zeeland ·
Nigeria ·
Noord-Ierland ·
Noord-Korea ·
Noord-Macedonië ·
Noorwegen ·
Oekraïne ·
Oezbekistan ·
Oman ·
Oostenrijk ·
Panama ·
Paraguay ·
Peru ·
Polen ·
Portugal ·
Puerto Rico ·
Qatar ·
Roemenië ·
Rusland ·
Saint Kitts en Nevis ·
Saint Vincent en de Grenadines ·
Saoedi-Arabië ·
Schotland ·
Servië ·
Slovenië ·
Slowakije ·
Sovjet-Unie ·
Spanje ·
Thailand ·
Trinidad en Tobago ·
Tsjechië ·
Tsjecho-Slowakije ·
Tunesië ·
Turkije ·
Uruguay ·
Venezuela ·
Wales ·
Zuid-Afrika ·
Zuid-Korea ·
Zweden ·
Zwitserland
Algerije (2010) ·
België (2014) ·
Brazilië (2009, 2) ·
Duitsland (2014) ·
Engeland (2010) ·
Ghana (2006) · 
Ghana (2014) · 
Italië (2006) · 
Nederland (2022) ·
Portugal (2014) ·
Slovenië (2010) ·
Tsjechië (2006)